# Chaetodipus penicillatus
Chaetodipus penicillatus là một loài động vật có vú trong họ Chuột kangaroo, bộ Gặm nhấm. Loài này được Woodhouse mô tả năm 1852.